# MarBell
MarBell（マーヴェル）は日本のロックバンド。2006年結成。2010年3月10日解散。

## メンバー
- Mar（マー）
  - 担当はボーカル。アメリカ人の父と日本人の母を持つハーフ。ミュージシャンとしての活動の傍ら、モデルとしても活躍している。身体の13ヶ所に刺青を入れており、特に背中一面に彫られたアリゲーターの刺青は彼女の象徴である。
- 角田崇徳（つのだ たかのり）
  - 担当はギター。MarBellのプロデュースも兼任。他にも田村直美など多くのアーティストのプロデュースを手掛ける。
- AZUSA（アズサ）
  - 担当はベース。
- yu-ya（ユウヤ）
  - 担当はドラムス。

## 概要
Marと角田の二人を中心に結成され、翌年AZUSAとyu-yaが加入、レコーディングを開始する。ゴシックな世界観を根底に置き、メロディアス且つパンクな音楽性を併せ持つ。

2008年5月3日の『hide memorial summit』に於いて初ライブを敢行。無名アーティストだったMarBellが、大規模なライブフェスティバルに突如参加したことで、場内は一時騒然となった。ライブは無事終了し、その後今度はアメリカに渡りライブイベントに参加。
2010年3月10日をもって解散することを公式サイトで発表。

## ディスコグラフィー

### アルバム
|     | 発売日        | タイトル | 規格品番  | 収録曲 | 備考      |
| --- | ------------- | -------- | --------- | --- | --------- |
| 1st | 2008年5月14日 | Sister   | NXHP-1001 | 1. ナルコレプシー 2. Sorrow 3. Mermaid 4. RegRet 5. Miss All Bithday 6. テノ鳴る方へ 7. シシリアンキス 8. Tokyo Spider 9. シャンデリアに照らされて 10. Sister 11. 境界線 12. 最果ての灯 | n records |

## ミュージックビデオ
| 監督       | 曲名                  |
| 真島ヒロシ | 「Miss All Birthday」 |